# Prodicella darena
Prodicella darena là một loài bướm đêm trong họ Noctuidae.